# Mała Skała

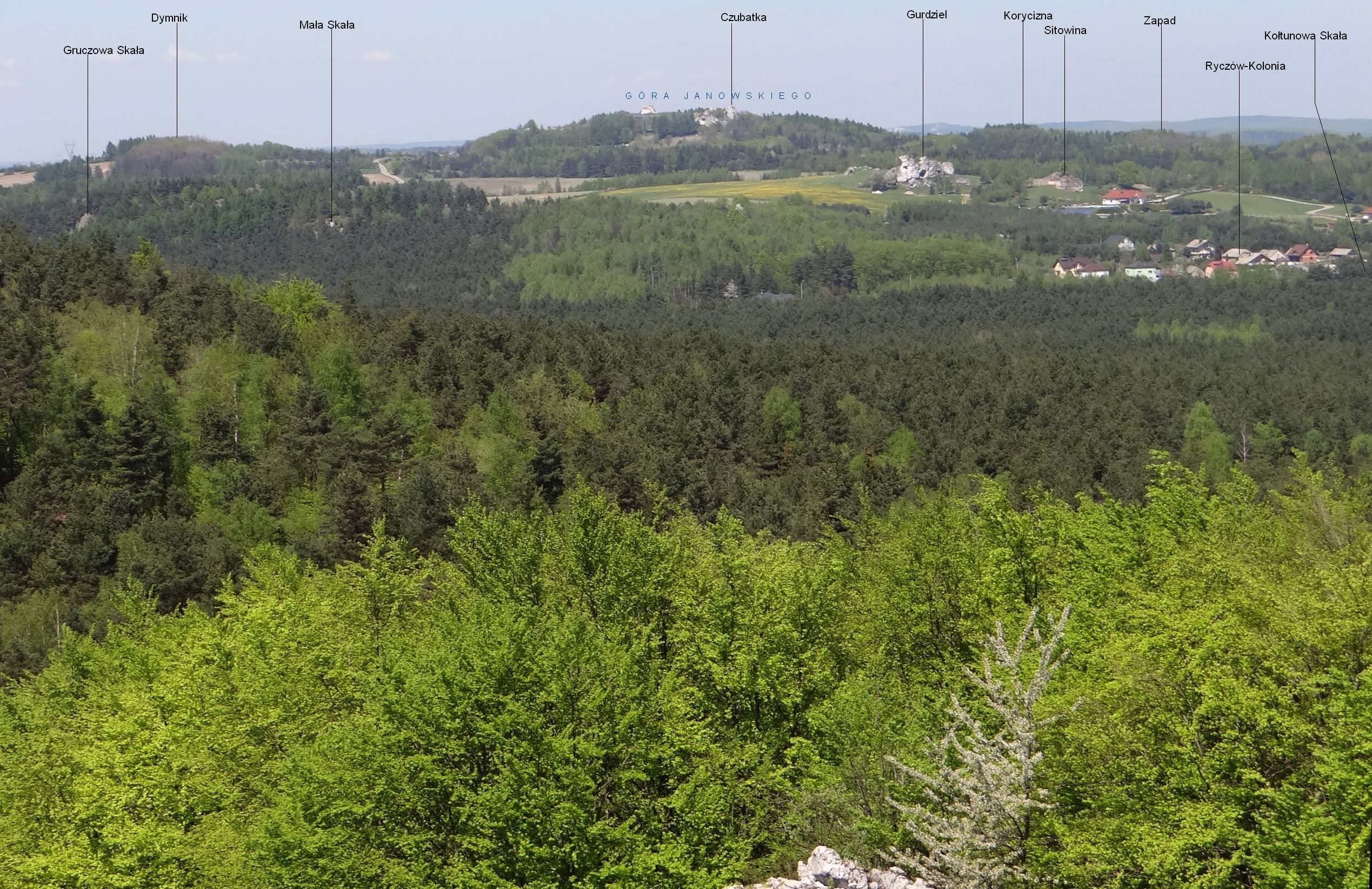
Widok z Wielkiego Grochowca

Mała Skała – skała we wsi  Ryczów-Kolonia w województwie śląskim, w powiecie zawierciańskim, w gminie Ogrodzieniec. Znajduje się na Wyżynie Ryczowskiej, będącej częścią Wyżyny Częstochowskiej wchodzącej w skład Wyżyny Krakowsko-Częstochowskiej. Skały na tej wyżynie zbudowane są z późnojurajskich wapieni. 
Mała Skała znajduje się na wysokości 461 m n.p.m. w lesie na zachodnim krańcu wsi Ryczów-Kolonia. 